# Tetrahydrokannabinol
Tetrahydrokannabinol, THC – organiczny związek chemiczny z grupy kannabinoidów, izomer kannabidiolu i główna substancja psychoaktywna zawarta w konopiach. Jest praktycznie nierozpuszczalny w wodzie, natomiast rozpuszcza się w rozpuszczalnikach organicznych, np. alkoholu, tłuszczach.
Najczęściej mówiąc o THC mówi się o izomerze o nazwie (−)-trans-Δ9-tetrahydrokannabinol.

## Izomeria THC

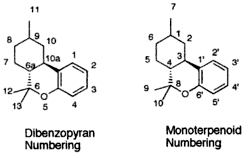
Numeracja dibenzopiranowa i monoterpenoidowa

Istnieje kilka izomerów THC różniących się położeniem wiązania podwójnego. Dwa izomery – Δ9-THC i Δ8-THC – występują w naturze. Ponadto istnieje jeszcze kilka izomerów syntetycznych: Δ6a,10a, Δ6a,7, Δ7, Δ10 i Δ9,11. Izomery te mogą ponadto występować w formie kilku izomerów geometrycznych i enancjomerów.
Główną substancją aktywną konopi indyjskich jest izomer (−)-trans-Δ9 tetrahydrokannabinolu.

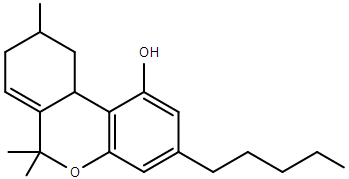
Δ6a,7-tetrahydrokannabinol (stereocentra w 9 i 10a – 4 stereoizomery)
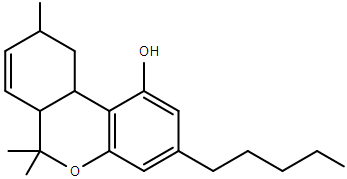
Δ7-tetrahydrokannabinol (stereocentra w 6a, 9 i 10a – 8 stereoizomerów)
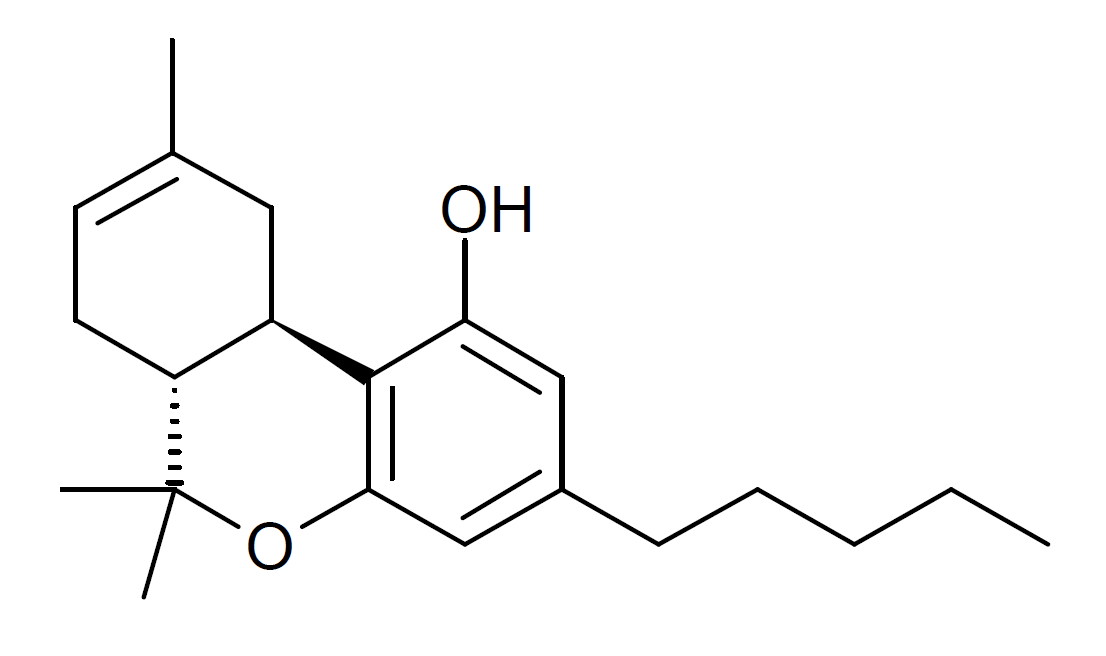
Δ8-tetrahydrokannabinol (stereocentra w 6a i 10a – 4 stereoizomery)
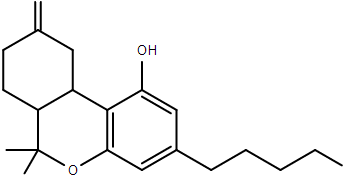
Δ9,11-tetrahydrokannabinol (stereocentra w 6a i 10a – 4 stereoizomery)
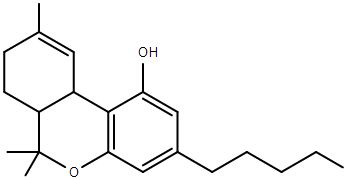
Δ9-tetrahydrokannabinol (stereocentra w 6a i 10a – 4 stereoizomery)
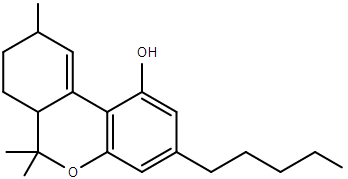
Δ10-tetrahydrokannabinol (stereocentra w 6a i 9 – 4 stereoizomery)
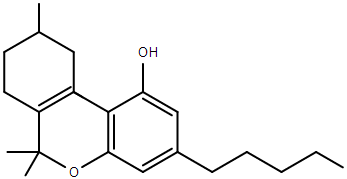
Δ6a,10a-tetrahydrokannabinol (stereocentra w 9 – 2 stereoizomery)

## Mechanizm działania
THC wykazuje działanie przez receptory kannabinoidowe CB1 oraz CB2. Receptory CB1 w dużych ilościach występują w tkance nerwowej, a CB2 w komórkach układu immunologicznego. Ich aktywność związana jest z modulacją funkcjonowania cyklazy adenylanowej kanałów jonowych. Blokując kanały wapniowe typu N, THC zmniejsza uwalnianie acetylocholiny w hipokampie, noradrenaliny z zakończeń nerwowych układu współczulnego, a także glutaminianów z neuronów hipokampa. Wewnątrzkomórkowe działanie kannabinoidów prawdopodobnie związane jest z aktywacją białka G1 oraz inhibicją cAMP.

## Działanie fizjologiczne
Jego działanie psychoaktywne jest efektem łączenia się z receptorami komórek nerwowych zwanych receptorami kannabinoidowymi. Potencjał uzależniający THC jest względnie słaby, a długotrwałe zażywanie powoduje wystąpienie tolerancji odwrotnej.